# Бамблби (фильм)
«Ба́мблби» (англ. Bumblebee, рекламируется как Transformers: Bumblebee) — американский научно-фантастический боевик режиссёра Трэвиса Найта, основанный на одноимённом персонаже серии игрушек «Трансформеры» компании Hasbro. Главные роли исполнили Хейли Стайнфелд, Джон Сина и Грейси Дзинни.
Изначально «Бамблби» разрабатывался как приквел к пенталогии Майкла Бэя, однако после кассового провала «Последнего рыцаря» продюсеры Paramount Pictures попытались абстрагироваться от него и фильм стал позиционироваться как перезапуск, он должен был дать старт новой серии фильмов о «Трансформерах». Однако и этим планам не суждено было сбыться: впоследствии «Бамблби» остался отдельным самодостаточным фильмом и фактически спин-оффом. Кинокартина стала первой работой в игровом кино для постановщика Трэвиса Найта, а также первый фильм «серии», снятый не Майклом Бэем, который на этот раз выступил лишь в качестве продюсера.
Мировая премьера фильма состоялась 3 декабря 2018 года в Берлине, а 21 декабря добрался до американских кинотеатров. В России фильм вышел 13 декабря. «Бамблби» стал самым высокооценённым критиками фильмом из серии «Трансформеров», сместив с этого поста фильм 2007 года.

## Сюжет
На планете Кибертрон идёт война между двумя расами трансформеров — жестокими Десептиконами и миролюбивыми Автоботами. После падения Кибертрона Оптимус Прайм отправляет Би-127 на найденную им планету Земля построить там базу. Напоследок он говорит, чтобы Би-127 защищал эту планету от Десептиконов, а в случае обнаружения народ Автоботов будет обречён. Оптимус берёт всю атаку на себя, тем самым прикрывая Би-127. Улетая с Кибертрона, Би-127 в последний раз видит Оптимуса.
Би-127 попадает на Землю и по воле случая оказывается в учебной зоне. Джек Бёрнс (Джон Сина), агент Сектора-7 и Би-127 обмениваются взглядами, а затем трансформер убегает, просканировав джип. Люди были этому удивлены. Уже у шахты его сбил с ног Хаммер, повредив центральные процессоры. Поднявшись, Бамблби сказал людям, что не хочет никого ранить. Внезапно в небе появился F-4 Phantom II. Бамблби сразу понял, что это не авиация, и советует людям бежать. Этим военным самолётом оказался десептикон Блицвинг, с которым Би-127 вступил в схватку. Би-127 не ответил, где прячутся другие автоботы, за что Блицвинг вырвал у противника голосовой модуль и сбросил его с горы. Би-127 в последний момент успел вырвать у десептикона ракету и выстрелить, убив Блицвинга. Кроме боевых повреждений у автобота возникли повреждения в клетках памяти, которые постепенно доходят до критического уровня. Постепенно отключаясь, уже на берегу реки Би-127 успел поменять альт-форму с Джипа на Фольксваген Жук.
Через некоторое время «Жука» обнаружила в гараже у своего родственника 17-летняя девушка Чарли Уотсон. Когда она села за руль, ненадолго включилось радио, оказавшееся сигналом, перехваченным десептиконами Шаттер и Дропкиком, допрашивавшими Клиффджампера. Автобот отказался выдавать местоположение Оптимуса Прайма, за что был убит Дропкиком.
На следующий день, в день своего 18-летия, Чарли удалось забрать «Жука», ставшего её первым собственным автомобилем. Уже в гараже своего дома Чарли случайно привела автобота к трансформации фонарём, тем самым активировав его. Не зная имени автобота, Чарли подмечает, что он «жужжит как пчёлка», и даёт ему имя Бамблби (в переводе с английского — Шмель).
Впоследствии Бамблби вспомнил, кто он и зачем был создан. В лесу во время прогулки Бамблби узнал, что такое семья. Увидев искры в левой груди автобота, Чарли решила починить окончательно Бамблби, но при ремонте трансформер и Чарли обнаружили послание от Оптимуса Прайма, в котором лидер автоботов рассказал о том, что война на Кибертроне продолжается. Благодаря посланию у Бамблби появилась часть памяти — он видел, как Оптимус справляется с десептиконами, но после победы в схватке с Реведжем Оптимуса окружили. Чарли догадалась, что «Фольксвакен Жук» — его маскировка, и заметила, что радиостанция сломана. Автобот и Чарли возвратились домой.
В конце фильма Бамблби прощается с Чарли и уезжает, сменив альт-форму на Chevrolet Camaro (в этой альт-форме он был в первом фильме).
В сцене после титров Бамблби встречается с Оптимусом, и они вместе наблюдают за приближающимися к Земле Автоботами.

## В ролях
| Актёр              | Роль                  |
| ------------------ | --------------------- |
| Хейли Стайнфелд    | Чарли Уотсон          |
| Джон Сина          | агент Бёрнс           |
| Хорхе Лендеборг-мл | Мемо                  |
| Джон Ортис         | доктор Пауэлл         |
| Джейсон Дракер     | Отис Уотсон           |
| Памела Эдлон       | Салли Уотсон          |
| Стивен Шнайдер     | Рон                   |
| Лен Кариу          | Хэнк                  |
| Глинн Тёрмен       | генерал Уэйлен        |
| Грейси Дзинни      | Тина                  |
| Рикардо Хойос      | Трипп                 |
| Ленни Джейкобсон   | Рой                   |
| Мегин Прайс        | Эмбер                 |
| Фред Драйер        | шериф Лок             |
| Ник Пилла          | молодой агент Симмонс |

| Актёр            | Роль                              |
| ---------------- | --------------------------------- |
| Дилан О’Брайен   | Бамблби (озвучивание)             |
| Питер Каллен     | Оптимус Прайм (озвучивание)       |
| Анджела Бассетт  | Шаттер (озвучивание)              |
| Джастин Теру     | Дропкик (озвучивание)             |
| Дэвид Соболов    | Блитцвинг (озвучивание)           |
| Грэй Делайл      | Арси (озвучивание)                |
| Стивен Блум      | Уилджек (озвучивание)             |
| Эндрю Моргадо    | Клиффджампер (озвучивание)        |
| Джон Бейли       | Саундвейв / Шоквейв (озвучивание) |
| Кирк Бейли       | Броун (озвучивание)               |
| Деннис Синглтари | Рэтчет (озвучивание)              |

Также в двух сценах на Кибертроне показано несколько не говорящих трансформеров: автобот, входящий в состав сопротивления, Айронхайд, а также десептиконы Рэведж, Старскрим, Тандеркрэкер, Скайварп, зелёный Траст и много других Сикеров.

## Маркетинг
5 июня 2018 года на официальном канале Paramount Pictures был опубликован тизер-трейлер фильма.

## Планы на сиквел
В декабре 2018 года продюсер Лоренцо ди Бонавентура заявил, что будет снят «ещё один большой фильм о трансформерах» и что он будет отличаться от тех, что мы делали раньше". Он описал этот процесс как больше похожий на «эволюцию», сказав: «Здесь больше свободы, чем я думаю, что мы изначально думали с точки зрения того, что мы можем сделать». После успеха «Бамблби» он признал, что в последующие фильмы франшизы будут внесены некоторые стилистические изменения.
Режиссёр Трэвис Найт сказал, что его целью было вернуться в анимационную студию Laika, хотя и признал, что у него есть несколько идей для продолжения «Бамблби». В январе 2019 года Джон Сина выразил желание повторить свою роль в сиквеле. Сценаристка Кристина Ходсон также выразила заинтересованность в работе над продолжением. В марте 2019 года ди Бонавентура подтвердил, что они разрабатывают сценарий для продолжения «Бамблби».
К январю 2020 года было официально объявлено о разработке продолжения «Бамблби» по сценарию, написанному Джоби Гарольдом. Позже, в ноябре того же года, Стивен Кэпл-младший был нанят в качестве постановщика проекта.
Однако позже продюсеры привлёк внимание другой сценарий, основанный на франшизе Beast Wars, что был написан Джеймсом Вандербильтом. Было объявлено, что в нём были объединены истории Гарольда и Вандербильта с доработкой другими сценаристами. В апреле 2021 года Энтони Рамос получил одну из главных ролей в фильме. Проект стал совместным предприятием eOne и Paramount Pictures. Впоследствии фильм, уже не имеющий прямого отношения к сюжету «Бамблби», получил русскоязычное название «Трансформеры: Восхождение Звероботов».

## Приём

### Кассовые сборы
В Соединённых Штатах и Канаде «Бамблби» был выпущен вместе с «Акваменом», «Удивительный мир Марвена» и «Начать сначала», и, согласно прогнозам, в течение пятидневных первых выходных он получит около 40 миллионов долларов. До своего выхода фильм заработал около 500 000 долларов в 325 кинотеатрах со своих просмотров 8 декабря, «внушительный» средний показатель в размере 1500 долларов США.

### Критика
На Rotten Tomatoes фильм получил 92 % одобрения на основе 226 рецензий со средним рейтингом 7/10. Критическое согласие на сайте гласит: «„Бамблби“ доказывает, что раздутой франшизе можно вернуть веселье и чувство удивления — и вклинивается в эту череду продолжений». На Metacritic фильм имеет средневзвешенную оценку 66 баллов из 100, основанных на 39 рецензиях, что указывает на «в целом благоприятные отзывы».